# Shut In (2016)
Shut In is een Frans-Canadese film uit 2016, geregisseerd door Farren Blackburn.

## Verhaal
De kinderpsychologe Mary Portman (Naomi Watts) leeft een teruggetrokken bestaan op het platteland in New England nadat ze haar man verloor bij een zwaar verkeersongeval. Haar zoon overleefde het ongeval met een zware hersenbeschadiging, waardoor hij volledig verlamd is. Ze neemt een jongetje Tom onder haar hoede maar die verdwijnt op een avond in de sneeuw en men vermoedt dat hij overleden is. Tijdens een sneeuwstorm zit Mary thuis vast maar ze gelooft dat er iemand in huis is die haar en haar zoon kwaad wil doen.

## Rolverdeling
| Acteur         | Personage      |
| -------------- | -------------- |
| Naomi Watts    | Mary Portman   |
| Jacob Tremblay | Tom Patterson  |
| Oliver Platt   | Dr. Wilson     |
| Charlie Heaton | Steven Portman |
| David Cubitt   | Doug Hart      |
| Crystal Balint | Grace          |

## Productie
De filmopnamen gingen van start midden maart 2015 in Canada in Sutton, Quebec en Vancouver, Brits-Columbia. De film behaalde in zijn openingsweekend (in 2058 bioscopen) een opbrengst van 3,7 miljoen US$, daarmee op de zevende plaats eindigend in de Verenigde Staten. Hij kreeg overwegend negatieve kritieken van de filmcritici, met een score van 0% op Rotten Tomatoes.